# Georges Henri Halphen

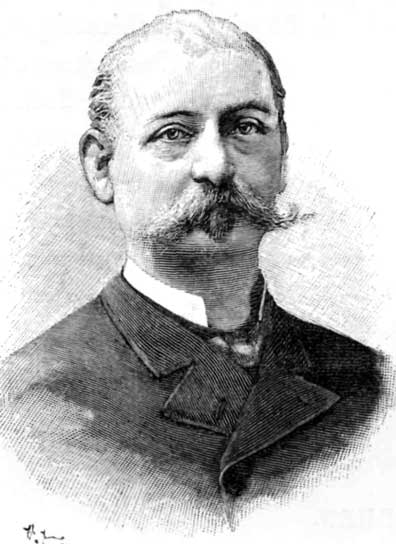
Georges Henri Halphen

Georges Henri Halphen (* 30. Oktober 1844 in Rouen; † 23. Mai 1889 in Versailles) war ein französischer Mathematiker, der vor allem in algebraischer Geometrie und Analysis, insbesondere der algebraischen Theorie gewöhnlicher Differentialgleichungen, arbeitete.

## Leben
Halphen verließ nach dem Tod seines Vaters, eines Stoffhändlers, mit vier Jahren mit seiner Mutter seine Heimatstadt Rouen in Richtung Paris, wo er bis zu seinem Abschluss 1862 das Lycée Saint-Louis besuchte. Er wählte eine militärische Laufbahn und besuchte zunächst 1862 bis 1866 die École polytechnique in Paris, die er mit dem Rang eines Unterleutnants der Artillerie verließ. Danach besuchte er die Militärschule in Metz (→ Festung Metz). 1869 erschien seine erste mathematische Arbeit. Im gleichen Jahr wurde er zum Leutnant befördert. 1870 nahm er als Hauptmann am Deutsch-Französischen Krieg teil und wurde nach der Schlacht von Pont-Noyelles zum Ritter der Ehrenlegion ernannt. Auch an den Gefechten in Saint-Quentin und Bapaume war er beteiligt. 1871 beteiligte er sich an der Verteidigung des belagerten Paris und nahm an den Kämpfen gegen die Pariser Kommune teil.
1873 wurde er Repetitor an der École polytechnique und erregte im selben Jahr in der mathematischen Welt Aufmerksamkeit durch Lösung eines Problems der abzählenden Geometrie von Kegelschnitten, das Michel Chasles gestellt hatte, wobei er in eine Kontroverse mit Hermann Schubert geriet. 1878 promovierte er mit einer Arbeit Sur les invariants differentiels (gemeint sind unter bestimmten projektiven Transformationen invariante Differentialgleichungssysteme, Anfänge der projektiven Differentialgeometrie). Die Dissertation entstand aus Arbeiten zur Klassifikation der Singularitäten geschlossener algebraischer Kurven, die Arbeiten von Max Noether erweiterten. Auch in der Klassifikation algebraischer Raumkurven (Journal de l´École Polytechnique Band 57) konkurrierte er mit Max Noether. Beide erhielten für diese Arbeiten 1880 den Steiner-Preis der Berliner Akademie der Wissenschaften. Weitere Arbeitsfelder waren algebraische Systeme gewöhnlicher Differentialgleichungen (z. B. Systeme vom Halphen-Typ) und elliptische Funktionen.
Gleichzeitig setzte Halphen seine militärische Karriere fort. 1884 wurde er Kommandant einer Schwadron, 1886 Kommandant der Batterien des 11. Regiments in Versailles – er hatte um eine Stelle nahe Paris gebeten, um den Sitzungen der Akademie beiwohnen zu können.
1882 erhielt er den Steinerpreis der Berliner Akademie der Wissenschaften. 1881 erhielt er den großen Preis der französischen Akademie der Wissenschaften (für seine Arbeiten über lineare Differentialgleichungen, Mémoire sur la Reduction des Equations Différentielles Linéaires aux Formes Intégrales) und 1883 den Prix Poncelet der Akademie. 1885 erhielt er den Prix d´Ormoy. 1886 wurde er in die Pariser Akademie gewählt. 1885 wurde er Mitglied der Akademie der Wissenschaften in Lüttich, 1887 der Accademia dei Lincei in Rom, 1889 Mitglied der dänischen Akademie. Während seine Arbeiten zu Lebzeiten hoch geschätzt wurden und ihm viele Preise einbrachten, ist er heute etwas in Vergessenheit geraten, da die von ihm gepflegten mathematischen Gebiete etwas aus der Mode gekommen sind.
Er war seit 1872 mit Rose Marguerite Aron verheiratet, mit der er acht Kinder hatte, vier Jungen und vier Mädchen. Von den Söhnen gingen drei zum Militär, zwei von ihnen fielen im Ersten Weltkrieg. Sein Enkel Etienne Halphen (1911–1954) leistete bedeutende Arbeiten in der angewandten Statistik.
1882 war er Präsident der Société Mathématique de France.

## Schriften
- Werke, in vier Bänden herausgegeben von Camille Jordan, Henri Poincaré, Charles Émile Picard unter Mithilfe von Ernest Vessiot, 1916, 1918, 1921, 1924, Gauthier-Villars
- Traité des fonctions elliptiques et de leurs applications, 3 Bde., 1886, 1888, 1891 (in Band 2 Anwendungen in Physik, Geometrie, Theorie der Integrale, Geodäsie, in Band 3 Anwendung in Algebra, insbesondere Gleichung 5. Grades, Zahlentheorie)